# الحارسات الصامتات

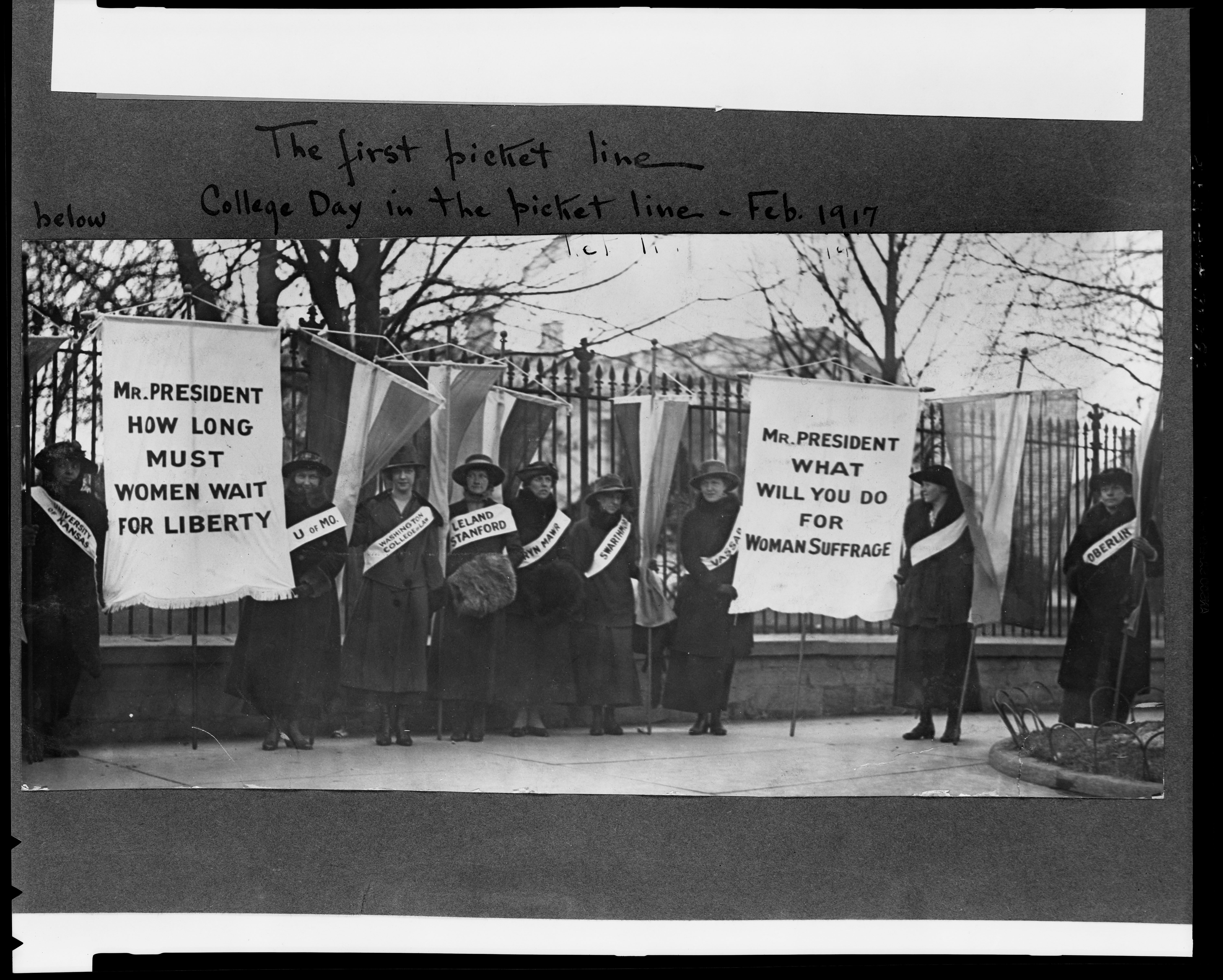
اعتصام الحارسات الصامتات بالبيت الأبيض.

الحارسات الصامتات (بالإنجليزية: Silent Sentinels)‏، وتُعرف أيضًا بحارسات الحرية، وهي مجموعة من النساء كانت تعمل في صالح منح المرأة حق التصويت، ونُظمت المجموعة بواسطة الناشطة أليس بول والحزب الوطني للمرأة. اعتصمت المجموعة أمام البيت الأبيض خلال فترة وودرو ويلسون الرئاسية بدءًا من يوم 10 يناير 1917، وكانت أول مجموعة تعتصم أمام البيت الأبيض. بدأت المجموعة اعتصامها بعد اجتماع مع الرئيس الأمريكي يوم 9 يناير 1917، والذي أخبرهن فيه أن «يوجهوا الرأي العام لصالح حق المرأة في التصويت». وكانت المعتصمات تذكيرًا دائمًا لويلسون بعدم دعمه لهن في قضية حق المرأة في التصويت. كانت الاعتصامات مقبولةً في البداية، ولكن قُبض على المعتصمات لاحقًا ووُجه لهن تهم إعاقة حركة المرور. اعتصمت النساء عند بوابة البيض الأبيض، ولاحقًا في ميدان لافاييت حتى يوم 4 يونيو 1919 عند الموافقة على تمرير التعديل التاسع عشر للدستور الأمريكي بواسطة مجلس النواب ومجلس الشيوخ.
مُنح اسم الحارسات الصامتات لهؤلاء النساء بسبب اعتصاماتهن الصامتة؛ إذ كان استخدام الصمت كوسيلة للاحتجاج ضمن الاستراتيجيات الجديدة المنظمة، والذكية، والبلاغية في الحركة الوطنية لمنح النساء حق التصويت، وفي مجموعتهن الخاصة من الاستراتيجيات الاحتجاجية.
ولتحقيق هذا الحلم الطويل الذي استغرق عامين ونصف، تعرضت أكثر من ألفي امرأة تقريبًا إلى المضايقات، والاعتقالات، والمعاملة الظالمة من السلطات المحلية والوطنية، بما يشمل التعذيب والإهانات المُوقعة عليهن خلال ليلة الرعب يوم 14 نوفمبر 1917، وما قبلها. قُبض على 500 امرأة تقريبًا، وقضت 168 امرأةً فترة اعتقال.

## خلفية
نُظمت اعتصامات الحارسات الصامتات بواسطة الحزب الوطني للمرأة (NWP)، وهي منظمة نسوية مناضلة لصالح منح المرأة حق التصويت. تأسس الحزب في البداية باعتباره اتحاد الدفاع عن حق المرأة في التصويت (CUWS) في عام 1913 بقيادة أليس بول ولوسي بيرنز عقب تنظيمهما لمظاهرة الجمعية الوطنية الأمريكية لحقوق المرأة في التصويت (NAWSA) بواشنطن في مارس 1913. وكان اتحاد الدفاع عن حق المرأة في التصويت، وفقًا للتعريف، منظمةً اتخذت نهجًا نضاليًا لصالح هذه القضية؛ إذ انفصل الاتحاد عن الجمعية الوطنية التي كانت أكثر اعتدالًا. استمر الاتحاد لمدة ثلاث سنوات فقط حتى قررت مؤسِساته ضمه إلى حزب المرأة لتشكيل الحزب الوطني للمرأة. وضم هذا الحزب أعضاءً أقل من أعضاء الجمعية الوطنية الأمريكية لحقوق المرأة في التصويت، إذ كان يضم 50 ألف عضو مقارنةً بأعضاء الجمعية الذي وصل عددهم إلى المليون، ولكن كان نهج الحزب أكثر إثارةً للانتباه، كما تمكن الحزب من الحصول على تغطية أوسع من وسائل الإعلام. اشتُهر الحزب في المقام الأول باعتصاماته أمام البيت الأبيض، والإضراب عن الطعام داخل السجون والإصلاحيات.

## صحيفة السفراجيست
كانت السفراجيست الصحيفة الأسبوعية للحزب الوطني للمرأة. وكانت هذه الصحيفة بمثابة الصوت الناطق للحارسات الصامتات خلال فترة نضالهن. غطت الصحيفة ما أحرزته الحارسات من تقدم، كما كانت تضم بعض اللقاءات الصحفية مع المعتصمات، والتقارير حول «عدم» استجابة الرئيس وودرو ويلسون، بالإضافة إلى المقالات السياسية. وبينما كانت الحارسات في السجن، كتبت بعض الأعضاء حول تجاربهن التي نُشرت لاحقًا بالصحيفة. «وبالرغم أن الصحيفة كان مُخطط لها أن تحقق تداولًا واسعًا، تخطت اشتراكاتها 20 ألف إصدار فقط في عام 1917. وكانت أغلب النسخ تذهب إلى أعضاء الحزب، والمُعلنين، ومقار الأفرع، ومنظِمات الحزب، وهو ما يدعم بقوة أن الجمهور الرئيسي لهذه الصحيفة كان مكونًا من داعمات حق المرأة في التصويت».

## الاستجابات
اختلفت الاستجابات الشعبية تجاه حركة الحارسات الصامتات.
دعم بعض الناس أفعال الحارسات الصامتات بصدق وإخلاص. أبدى الرجال والنساء الموجودين في محيط البيت الأبيض دعمهم إلى الحارسات من خلال تقديم المشروبات الساخنة لهن وتوفير الطوب المستخدم في الوقوف. وأحيانًا، كانت تساعد بعض النساء في حمل اللافتات. وتضمنت الطرق الأخرى التي أظهرت دعم المواطنين لهن؛ كتابة خطابات المدح للحارسات في صحيفة السفراجيست، والتبرع بالأموال.
ومن ناحية أخرى، عارض البعض اعتصامات الحارسات الصامتات. وتضمن هذا بعض داعمي القضية الأكثر اعتدالًا. وعلى سبيل المثال، اعتقدت كاري تشابمان كات، التي كانت تترأس الجمعية الوطنية الأمريكية لحقوق المرأة في التصويت آنذاك، أن الطريقة الأفضل لإدراك حق المرأة في التصويت كانت من خلال الحصول على تصويت الولايات بشكل فردي أولًا؛ واعتمادًا على ذلك، ستتمكن النساء من التصويت لصالح أغلبية مؤيدة لهذه القضية بالكونغرس الأمريكي. وهكذا، عارضت كات المطالبة بتعديل دستوري وطني يمنح المرأة حقها في التصويت حتى أواخر عام 1915، تمامًا كما فعل الحزب الوطني للمرأة. وخافت بعض أعضاء الجمعية الوطنية الأمريكية لحقوق المرأة في التصويت أن تؤدي هذه الاعتصامات إلى رد فعل عنيف من المصوتين الذكور. 
عارض مناهضو منح المرأة حق التصويت اعتصامات الحارسات الصامتات أيضًا. وحاولت بعض مجموعات الغوغاء أحيانًا ردع الحارسات الصامتات باستخدام العنف، وزادت هذه الوقائع بعد دخول الولايات المتحدة في الحرب العالمية الأولى. وعلى سبيل المثال، هاجم البعض الحارسات الصامتات، ومزقوا لافتاتهن. وحدثت هذه الوقائع تحديدًا مع اللافتات الاستفزازية، مثل اللافتات التي تصف الرئيس وودرو ويلسون «بالقيصر ويلسون».
في البداية، لم يكن الرئيس ويلسون مستجيبًا بالشكل الكافي لاعتصامات الحارسات الصامتات. وفي بعض الأحيان، بدا ويلسون مستمتعًا بهذه الاعتصامات، إذ كان يرفع قبعته للسيدات مبتسمًا. وقيل أن ويلسون دعا المعتصمات ذات مرة إلى داخل البيت الأبيض لاحتساء القهوة؛ ولكن رفضت السيدات. وفي بعض الأحيان الأخرى، تجاهل ويلسون المعتصمات تمامًا، مثل اعتصام الحارسات في يوم احتفال أداء القسم الرئاسي لفترته الثانية. ومع استمرار الحارسات في الاعتصام، أصبحت القضية أكبر وبدأ ويلسون في تغيير رأيه. وبالرغم من الاستمرار في عدم إعجابه بحركة الحارسات الصامتات، بدأ ويلسون في الاعتراف بهن كمجموعة تعرض عليه قضيةً بشكل جاد.  

## القرار
في يوم 9 يناير 1918، أعلن الرئيس ويلسون عن دعمه لتعديل دستوري يمنح النساء حق التصويت. وفي اليوم التالي، وافق مجلس النواب بصعوبة على تمرير هذا التعديل، ولكن رفض مجلس الشيوخ مناقشته أصلًا حتى أكتوبر نفس العام. وعند تصويت مجلس الشيوخ على التعديل في شهر أكتوبر، فشل المجلس في تمرير التعديل بفارق صوتين. وبالرغم من حكم محكمة استئناف دائرة واشنطن، استأنفت السلطات اعتقال المعتصمات يوم 6 أغسطس 1918
ولمواصلة الضغط، بدأت المعتصمات، يوم 16 ديسمبر 1918، في حرق كلمات الرئيس ويلسون بشكل علني أمام البيت الأبيض. وفي يوم 9 فبراير 1919، حرقت المعتصمات صورةً للرئيس ويلسون مُلصقةً على دمية في البيت الأبيض. 
وعلى صعيد آخر، حث الحزب الوطني للمرأة، بقيادة بول، الشعب على التصويت ضد أعضاء مجلس الشيوخ المناهضين لمنح المرأة حقها في التصويت، وذلك خلال انتخابات خريف 1918. وبعد هذه الانتخابات، كان أغلب أعضاء الكونغرس الأمريكي مؤيدين لحق المرأة في التصويت.  وفي يوم 21 مايو 1919، مرر مجلس النواب التعديل الدستوري بمنح المرأة حقها في التصويت، ثم لحق به أخيرًا مجلس الشيوخ في تمرير هذا التعديل بعد أسبوعين يوم 4 يونيو. وبعد الانتهاء من أمر الكونغرس، اتجهت المعتصمات إلى توجيه الولايات الأمريكية للتصديق على هذا التعديل.
صُدق على هذا التعديل بشكل رسمي يوم 26 أغسطس 1920، بعد تصديق ولاية تينيسي، وهي الولاية السادسة والثلاثون التي صدقت على هذا التعديل. صدقت السلطة التشريعية لولاية تينيسي على التعديل الدستوري التاسع عشر بعد تصويت وحيد للمشرع هاري تي. بيرن، والذي كان معارضًا لهذا التعديل الدستوري في البداية، ولكنه غير رأيه بعد برقية تلقاها من والدته تقول فيها: «ابني العزيز، مرحى! صَوت لصالح حق المرأة في التصويت. ولا تنسَ أن تكون فتًى صالحًا وتساعد السيدة كات بالتصديق على هذا التعديل».